# Közönséges aggófű
A közönséges aggófű vagy pihésfű (Senecio vulgaris) a fészkesvirágzatúak (Asterales) rendjébe és az őszirózsafélék (Asteraceae) családjába tartozó növényfaj.

## Elterjedés
Ez a növényfaj Észak-Afrikában, Európában mindenütt, valamint Ázsia mérsékelt övi és trópusi részein őshonos. A Föld többi kontinensére és nagyobb szigetére is betelepítették.

## Élőhelye
Elsősorban nitrogénben gazdag talajú kertekben, tarlókon termő, lágy szárú egy- vagy kétéves növény. Virágzása május-szeptember között.

## Alfaja
- Senecio vulgaris subsp. denticulatus (O.F.Müll.) P.D.Sell  - szinonimája: Senecio denticulatus O.F.Müll.

## Megjelenés, jellemzők
Egyszerű vagy bokros, szára 20–40 cm hosszú. Levelei 3–7 cm hosszúak, kékeszöld színűek, tojásdad alakúak és durván fogazottak. A virágai sárga színűek, henger alakúak, a végük felé keskenyednek. Termései fehér bóbitásak.

## Felhasználása
A növény virágzó hajtását, föld feletti részét gyűjtik.
Szenecionin- és szenecin-alkaloidát, rutint, C-vitamint tartalmaz.
A gyógyszeripar számára fontos alapanyag, mivel a drogja görcsoldó, vérnyomáscsökkentő, vérzés csillapító illetve fájdalomcsillapító hatású. Tea, illetve forrázatként való használata ellenjavallt, erős hatású! Külsőleg ülőfürdő, borogatásra használható.
A növény pirrolizidin alkaloidokat tartalmaz, amelyek bizonyítottan mérgezők a máj számára. Szerepel az OGYÉI tiltólistáján is.